# Comuna Zaricicea, Verhnodniprovsk
Zaricicea (în ucraineană Заріччя) este o comună în raionul Verhnodniprovsk, regiunea Dnipropetrovsk, Ucraina, formată din satele Borodaiivski Hutorî, Domotkan, Iakîmivka, Kornîlo-Natalivka, Vasîlivka și Zaricicea (reședința).

## Demografie
Componența lingvistică a satului Zaricicea
     Ucraineană (94,71%)
     Rusă (4,94%)
     Alte limbi (0,21%)
Conform recensământului din 2001, majoritatea populației satului Zaricicea era vorbitoare de ucraineană (94,71%), existând în minoritate și vorbitori de rusă (4,94%).